# Lindarängens flyghamn
Lindarängens flyghamn (även Stockholms flyghamn eller Lindarängens flygplats) var en flyghamn för sjöflygplan i Stockholm mellan 1921 och 1952. Flyghamnen låg mot Lilla Värtan vid Lindarängen på Gärdet i Stockholm, där frihamnen nu finns.

## Historik

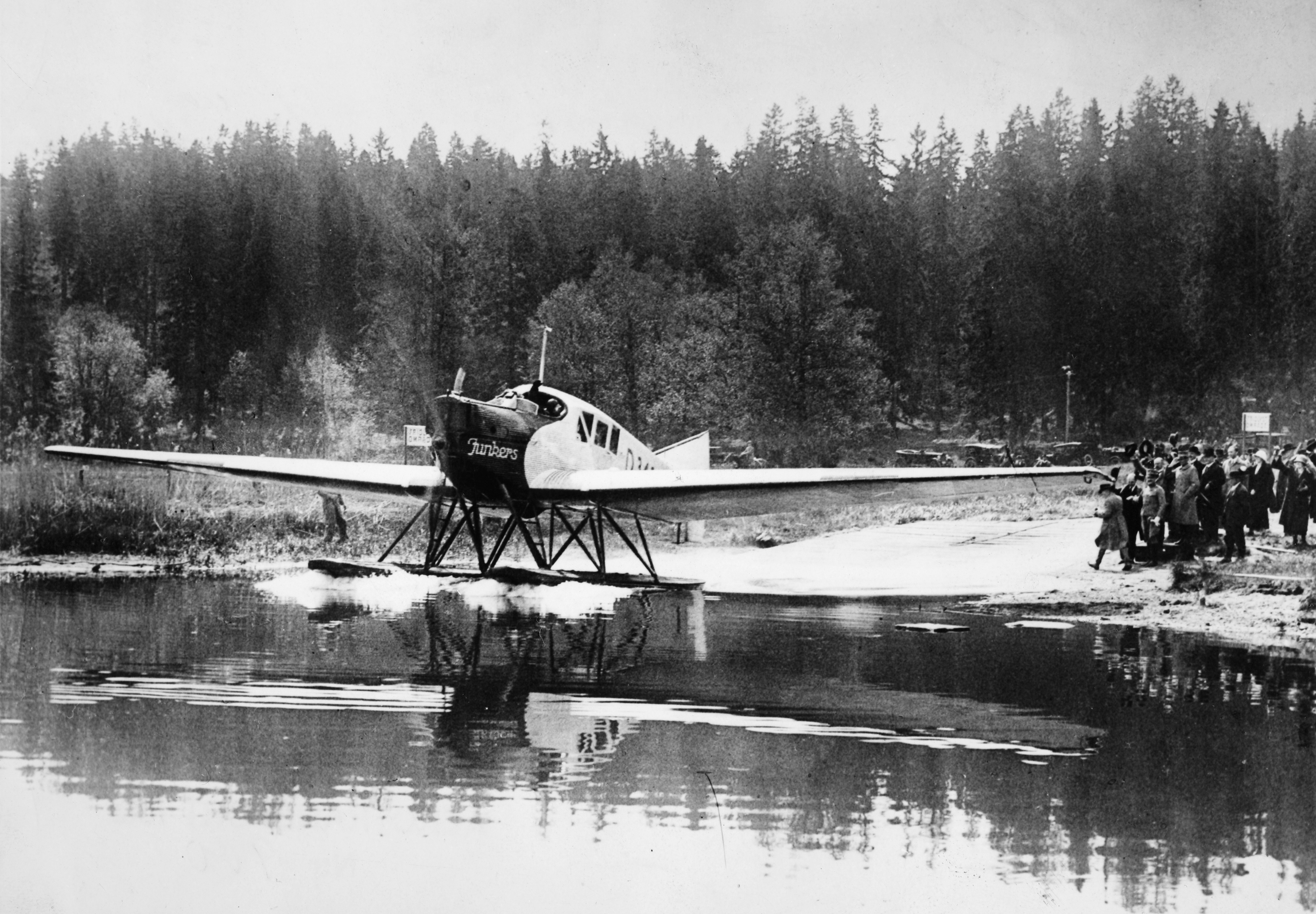
ABA:s första avgång från Lindarängen, en Junkers F 13, startar mot Helsingfors 2 juni 1924.

År 1921 anlade Svensk Lufttrafik en enkel flyghamn för sjöflygplan på Lindarängen, som kom att kallas Lindarängens flyghamn. Oregelbunden trafik med sjöflyg hade dock förekommit vid Värtan redan 1920, och enligt en uppgift anlades den första flyghamnen redan 1919. Den första kända flygningen med flygmaskin i Sverige hade ägt rum 1909 på det närbelägna Ladugårdsgärdet, där flera experiment och uppvisningsflygningar skedde. Sjöflyget blev dock betydelsefullt eftersom många mindre orter saknade annan typ av flygplats. Till en början inriktades verksamheten på postflygningar, men under 1920-talet blev passagerarflygningarna vanligare. Den begränsade civila landbaserade flygverksamheten på Ladugårdsgärde flyttades i början av 20-talet till Barkarby flygplats, och Lindarängen blev den enda civila flygplatsen i Stockholms stad tills Bromma flygfält invigdes 1936.
Flyghamnen förvärvades 1923 av Stockholms stad, som överlät driften på Kungliga svenska aeroklubben. Flyghamnens chef blev 1923–1937 Gustaf von Hofsten. År 1928 tog staden över ansvaret för flyghamnen genom Flyghamnsstyrelsen, med borgarrådet Yngve Larsson som ordförande.
Flygtrafiken nådde sin kulmen åren innan Bromma invigdes 1936, med cirka 1 300–2 400 avgångar per år, och 8 173 passagerare år 1934. Under andra världskriget stoppades flygningarna nästan helt men flygplatsen fick en sista kortvarig blomstringsperiod efter kriget. År 1952 hade emellertid sjöflyget spelat ut sin roll för trafikflyget och flygplatsen stängdes. I början av 1960-talet fylldes Lindarängsviken igen, och 1971 öppnades en containerterminal som blev en del av frihamnen. Containerverksamheten planeras emellertid flyttas till Norvikudden norr om Nynäshamn, varefter bostäder ska uppföras på Lindarängen.

### Flyglinjer

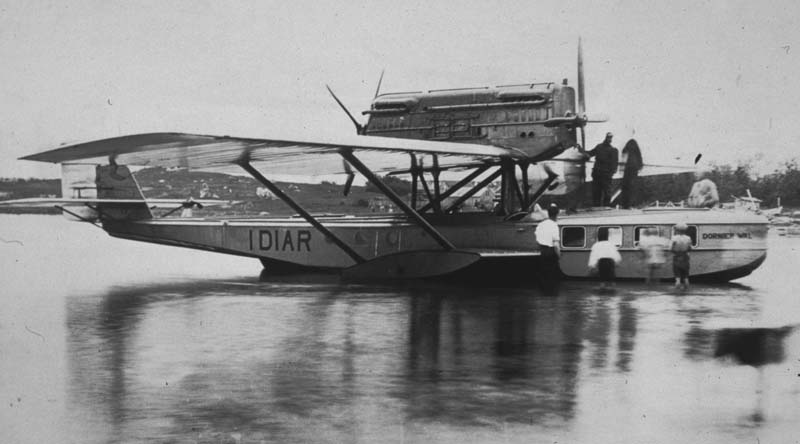
En Dornier Wal i Slites badvik sommaren 1925, på väg mellan Danzig och Lindarängen.

År 1921 inledde Svenska Lufttrafik reguljär trafik på Reval (Tallinn), med en Junkers F 13 och två Savoia S-16(en) flygbåtar. Flygtrafik mot Helsingfors startade år 1924 med ett Junkers F13 pontonplan för 4 passagerare, tillhörande det nybildade AB Aerotransport (ABA), i samtrafik med finska Aero O/Y (sedermera Finnair) vilka under 1930-talet fortsatte trafiken med Junkers Ju 52.
Den 5 eller 6 juni 1925 öppnade det Nordiska flygrederiet – ett dotterbolag till Deutsche Aero Lloyd – flygtrafik med Dornier Wal flygbåtar mellan Stockholm och Danzig via Kalmar. Bland premiärturens passagerare märktes Folke Bernadotte. Under sensommaren skedde mellanlandning även i Slite på Gotland på initiativ av passageraren och borgarrådet Yngve Larsson. Linjen var världens längsta med över 600 km flygsträcka och cirka fyra timmars flygtid i gott väder. Trafiken upphörde 1 oktober. Den 3 maj 1926 öppnade Deutsche Luft Hansa (i vilket Deutsche Aero Lloyd då uppgått) åter en flygförbindelse på linjen Berlin-Stockholm, men nu via Stettin och Kalmar.
År 1933 öppnade ABA landets andra inrikeslinje efter Porjus–Suorva, mellan Lindarängen och Tingstäde träsk på Gotland med plan av typen Junkers Ju 52 (14–16 passagerare).

### Göring
Under 1920-talet var det tyska flygarässet från första världskriget Hermann Göring periodvis verksam som pilot i Sverige och Lindarängen, något som kom att uppmärksammas inte minst efter att han gjort karriär inom det tyska Nazistpartiet och blivit ökänd chef för Tysklands flygvapen.
Göring kom till Sverige sommaren 1919, och engagerade sig i det då nystartade flygbolaget Svenska Lufttrafik. I augusti erhöll han en svensk licens för passagerarflyg. Under det första halvåret 1920 var han anställd som pilot vid bolaget, och flög den 21 februari greven Eric von Rosen till hans gods Rockelstad där Göring träffade sin blivande svenska fru Carin von Kantzow.
På våren 1925 flyttade Göring till Stockholm, och han arbetade under några veckor som pilot på Nordiska flygrederiets linje mellan Stockholm och Danzig, innan han den 6 augusti blev inlagd på Långbro sjukhus i Stockholm för sitt morfinberoende.
Göring omnämns även enligt obekräftade källor som möjlig pilot på linjen Stockholm-Stettin 1927 och 1929.

## Hangarbyggnaden

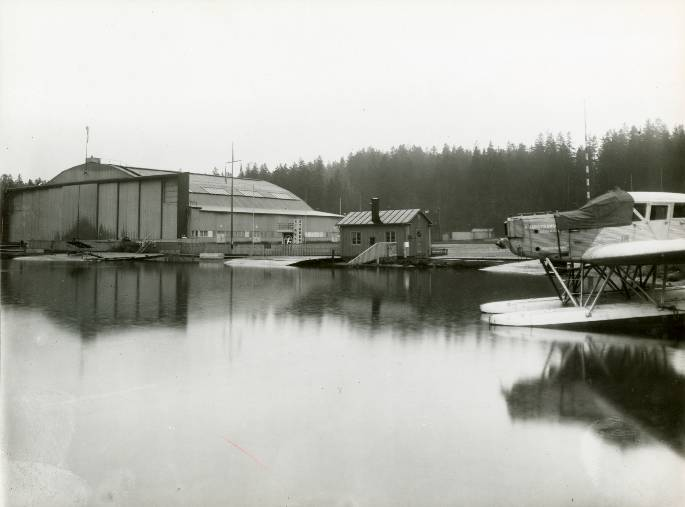
Lindarängens hangarbyggnad och en Junkers F13, mellan 1931 och 1952.

År 1931 uppfördes en hangarbyggnad efter ritningar av Sven Markelius. Byggnaden användes vintertid som ishall; Lindarängens ispalats - Sveriges första inomhusarena för ishockey, curling och konståkning.
Byggnaden är numera statligt byggnadsminne och återfinns i den nutida containerhamnen, sedan 2009 som värmelager.

## Flyghamnen i populärkultur
- Trenter, Stieg (1946). Lysande landning: kriminalroman. Stockholm: Bonnier. Libris 3137168
- Lysande landning (TV-serie, 1987)